# Nicole Hoevertsz
Nicole Hoevertsz OLY  (sinh ngày 30 tháng 5 năm 1964) là một cựu vận động viên bơi nghệ thuật đến từ Argentina (trước đây là một phần của Antilles của Hà Lan. Cô thi đấu trong các nội dung đôi nữ.
Nicole là thành viên của Ủy ban Olympic quốc tế từ năm 2006 và hiện là thành viên của Ban điều hành IOC.